# Leptastrea aequalis
Leptastrea aequalis is een rifkoralensoort, de plaats in een familie is onzeker. De wetenschappelijke naam van de soort is voor het eerst geldig gepubliceerd in 2002 door Veron.